# Прива, Слоан
Слоан Прива (фр. Sloan Privat; 24 июля 1989, Кайенна, Французская Гвиана) — гвианский футболист, нападающий. Бывший игрок сборной Французской Гвианы.

## Карьера

### Клубная
Воспитанник французского футбольного клуба «Сошо». В нём и начал взрослую карьеру. Первый матч за основную команду провёл в сезоне 2007/2008. В сезоне 2008/2009 сыграл 15 матчей и забил 4 гола в Лиге 1. В сезоне 2009/2010 провёл 14 игр, забил 2 гола. В сезоне 2010/2011 на правах аренды играл за «Клермон». Провёл 36 игр во второй лиге Франции и забил 20 голов. В сезоне 2011/2012 провёл за «Сошо» 31 матч в Лиге 1 и забил 5 голов. В сезоне 2012/2013 сыграл 33 матча и забил 9 голов.
Летом 2013 года перешёл в бельгийский «Гент». В сезоне 2013/2014 сыграл в чемпионате (включая плей-офф) 20 матчей, забил 2 гола. Сезон 2014/2015 провёл в аренде во французском клубе «Кан». Провёл 20 игр в чемпионате Франции, забил 6 голов. Летом 2015 года отправился в аренду во французский «Генгам». В сезоне 2015/2016 сыграл 27 матчей в Лиге 1 и забил 7 голов. Летом 2016 года «Генгам» выкупил права на Прива. В сезоне 2016/2017 сыграл 20 матчей и забил 3 гола в чемпионате. В первой половине сезона 2017/2018 сыграл всего 1 матч в чемпионате.
В январе 2018 года перешёл в «Валансьен». В сезоне 2017/18 сыграл 11 матчей и забил 3 гола в чемпионате.
В январе 2019 года перешёл в турецкий «Османлыспор». В сезоне 2018/19 сыграл 3 матча в чемпионате.

### В сборной
29 марта 2011 года сыграл в товарищеском матче за молодёжную сборную Франции против молодёжной сборной Чехии. Встреча завершилась победой французов со счётом 1:0.
25 марта 2015 года дебютировал в сборной Французской Гвианы. Это был поединок плей-офф за право принять участие в Золотом кубке КОНКАКАФ 2015. Гвиана победила сборную Гондураса со счётом 3:1. Прива оформил дубль.

### Выступления за сборную
| Матчи Прива за сборную Французской Гвианы | Матчи Прива за сборную Французской Гвианы | Матчи Прива за сборную Французской Гвианы | Матчи Прива за сборную Французской Гвианы | Матчи Прива за сборную Французской Гвианы | Матчи Прива за сборную Французской Гвианы | Матчи Прива за сборную Французской Гвианы |
| ----------------------------------------- | ----------------------------------------- | ----------------------------------------- | ----------------------------------------- | ----------------------------------------- | ----------------------------------------- | ----------------------------------------- |
| №                                         | Дата                                      | Оппонент                                  | Счёт                                      | Голы                                      | Соревнование                              |                                           |
| 1                                         | 25 марта 2015                             | Гондурас                                  | 3:1                                       | 2                                         | Отборочные матчи Золотого кубка 2015      |                                           |
| 2                                         | 9 ноября 2016                             | Гаити                                     | 5:2                                       | 3                                         | Отборочные матчи Золотого кубка 2017      |                                           |
| 3                                         | 25 июня 2017                              | Мартиника                                 | 1:0                                       | 1                                         | Карибский кубок 2017                      |                                           |
| 4                                         | 7 июля 2017                               | Канада                                    | 2:4                                       | 1                                         | Финальные матчи Золотого кубка 2017       |                                           |
| 5                                         | 11 июля 2017                              | Гондурас                                  | 0:0                                       | —                                         | Финальные матчи Золотого кубка 2017       |                                           |
| 6                                         | 10 октября 2019                           | Гренада                                   | 0:0                                       | —                                         | Лига наций КОНКАКАФ 2019/2020             |                                           |
| 7                                         | 14 ноября 2019                            | Белиз                                     | 0:2                                       | —                                         | Лига наций КОНКАКАФ 2019/2020             |                                           |
| 8                                         | 17 ноября 2019                            | Сент-Китс и Невис                         | 3:1                                       | —                                         | Лига наций КОНКАКАФ 2019/2020             |                                           |
| 9                                         | 6 июля 2021                               | Тринидад и Тобаго                         | 1:1 (7:8)                                 | —                                         | Отборочные матчи Золотого кубка 2021      |                                           |

Итого: 9 игр / 7 голов; 4 победы, 2 ничьи, 3 поражения.